# 船首旗

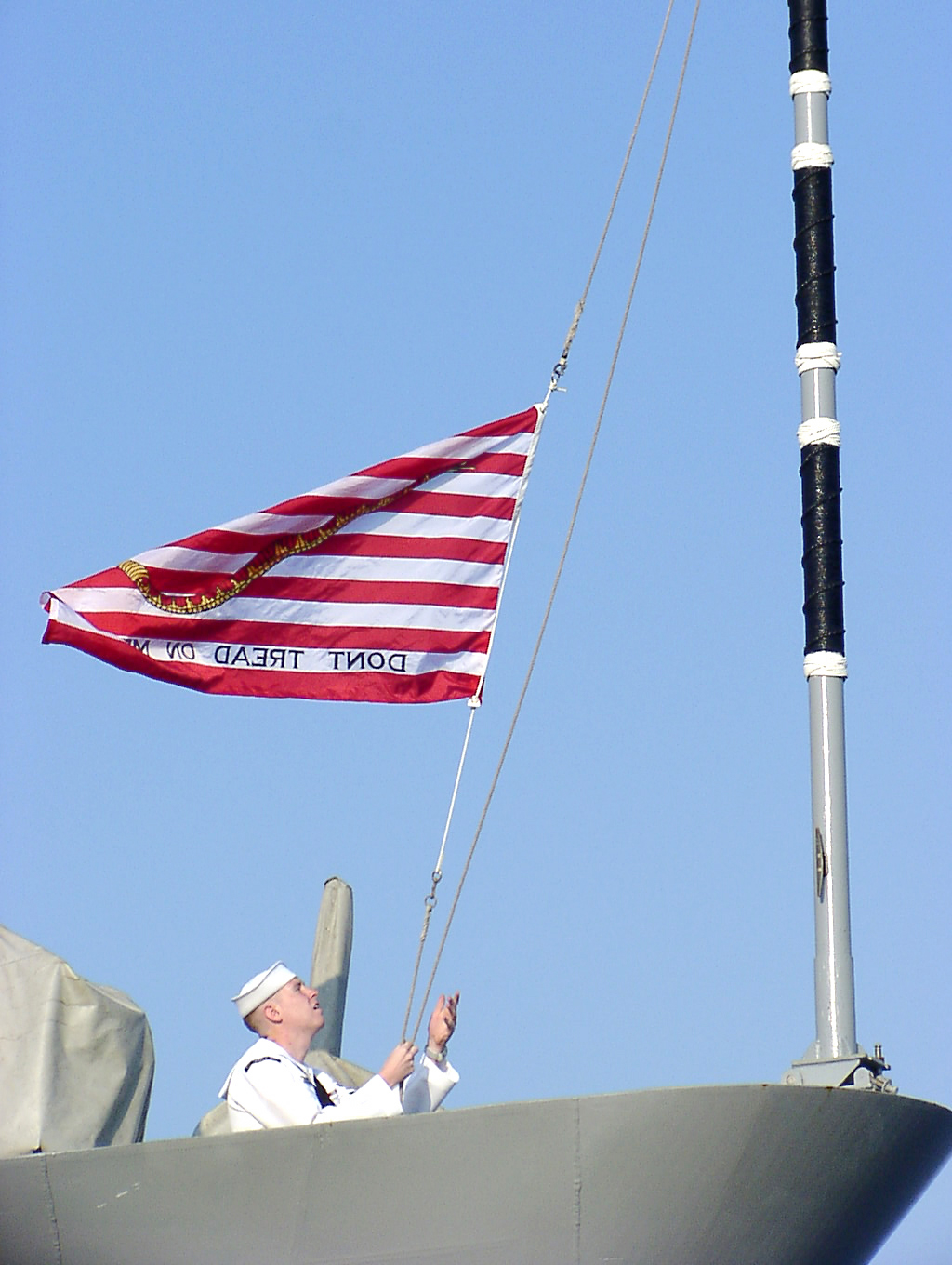
対テロ戦争に参加するためファースト・ネイビー・ジャックを臨時に掲揚するトーマス・S・ゲイツ (ミサイル巡洋艦)。2002年9月11日撮影。

船首旗（せんしゅき、ジャック、英: Jack）、艦首旗（かんしゅき、英: naval jack）は、艦船の船首に掲げられる所属を示す旗。民間船舶では社旗、軍艦や政府船舶では国籍を示す国籍旗を意味する。
船首旗を掲揚するためのポールはジャックスタッフ（Jackstaff）と呼ばれる。
元々、艦船の所属を示す旗は、艦尾に掲揚するエンサイン（商船旗・軍艦旗）によって行われていた。17世紀にスコットランド王ジェームズ6世がイングランド王をも兼ね、スコットランド王国とイングランド王国の同君連合が成立すると、両国の国旗を組み合わせたユニオン・フラッグを船舶に掲揚するように命じた。しかし、君主は同一人物であってもスコットランド王国とイングランド王国は、別国家であったため、所属国・機関を示す旗は艦尾に掲揚し、同君連合としての旗は、艦首に掲揚することとなった。
このような経緯もあり、現代の民間船舶では、船首に社旗、船尾に商船旗（国籍旗）を掲げ、軍艦では艦首に艦首旗（国籍旗）、艦尾に所属を示す軍艦旗を掲揚する。海上自衛隊の自衛艦においては、艦首旗は国旗（日の丸）であり、原則、停泊時の日中のみ掲揚される。なお、艦尾には自衛艦旗が掲揚される。

## 国旗・軍艦旗等と異なる船首旗・艦首旗の例
正方形にした国旗形状を採用した例

ベルギー海軍の艦首旗
ノルウェー海軍の艦首旗
ルーマニア海軍の艦首旗

国旗のカントン部を採用した例

チリ海軍の艦首旗
ギリシャ海軍の艦首旗
リベリア海軍の艦首旗
中華民国海軍の艦首旗
トンガ海軍の艦首旗
アメリカ海軍の艦首旗（2019年以降）、他の連邦船舶や民間船舶でも利用